# Ramsjösjön, Småland
Ramsjösjön är en sjö i Nybro kommun i Småland och ingår i Hagbyåns huvudavrinningsområde. Sjön har en area på 0,217 kvadratkilometer och ligger 99,1 meter över havet. Sjön avvattnas av vattendraget Hagbyån (Örsjöån).

## Delavrinningsområde
Ramsjösjön ingår i det delavrinningsområde (628450-150109) som SMHI kallar för Namn saknas. Medelhöjden är 108 meter över havet och ytan är 26,89 kvadratkilometer. Räknas de 9 avrinningsområdena uppströms in blir den ackumulerade arean 172,1 kvadratkilometer. Avrinningsområdets utflöde Hagbyån (Örsjöån) mynnar i havet. Avrinningsområdet består mestadels av skog (71 procent) och öppen mark (15 procent). Avrinningsområdet har 0,33 kvadratkilometer vattenytor vilket ger det en sjöprocent på 1,2 procent.